# Saint-Philbert-sur-Risle
Pour les articles homonymes, voir Saint-Philbert.
Saint-Philbert-sur-Risle est une commune française située dans le département de l'Eure, en région Normandie. 
La commune présente un patrimoine naturel important et est concernée par plusieurs protections (Natura 2000, ZNIEFF et site classé).

## Géographie

### Localisation
Saint-Philbert-sur-Risle est une commune normande du nord-ouest du département de l'Eure, dans la vallée de la Risle, rivière qui constitue la limite entre les régions naturelles du Roumois à l'est et du Lieuvin à l'ouest. Elle est située à vol d'oiseau à 12 km au sud-est de Pont-Audemer, 14 km au sud-ouest de Bourg-Achard et 36 km de Rouen et 13 km au nord-ouest de Brionne.
Elle se trouve dans l'aire d'attraction de Pont-Audemer, ainsi que dans sa zone d'emploi et dans son bassin de vie.

### Communes limitrophes
| Condé-sur-Risle                                 | Appeville-Annebault                          | Montfort-sur-Risle |
| Saint-Christophe-sur-Condé Saint-Pierre-des-Ifs | Saint-Philbert-sur-Risle                     | Glos-sur-Risle     |
|                                                 | Saint-Grégoire-du-Vièvre, Freneuse-sur-Risle |                    |

### Géologie et relief
La superficie de la commune est de 13,15 km2 ; son altitude varie de 26  à   149 mètres. 
Elle est la troisième plus importante de l'ancien canton de Montfort-sur-Risle pour la superficie. Sa géographie est particulière avec une partie du village située en bas, où se trouvent le centre-village, la mairie et l’église, et le haut, zone à la fois résidentielle, boisée et agricole.

### Hydrographie

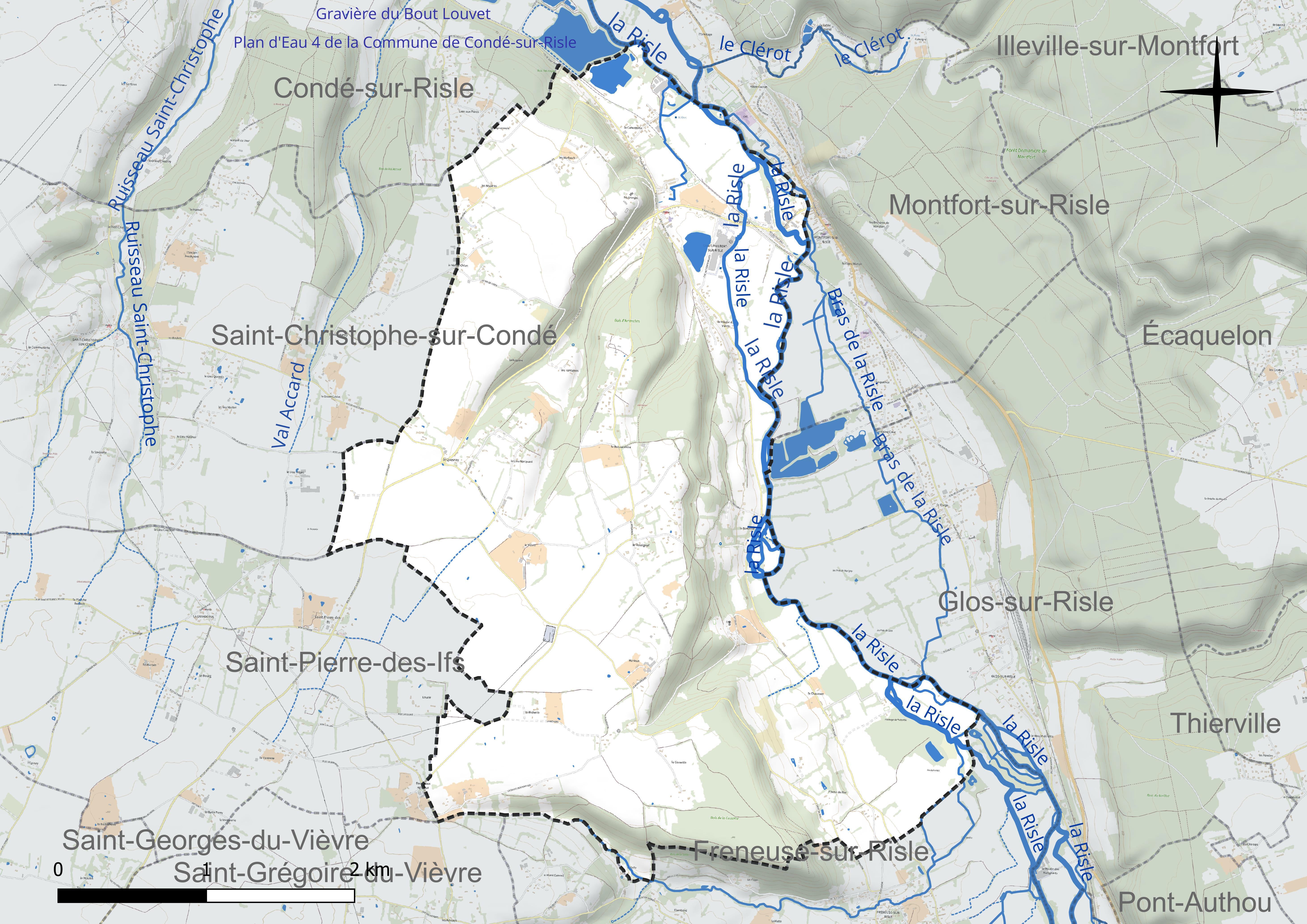
Réseau hydrographique de Saint-Philbert-sur-Risle.

La commune est située dans le bassin Seine-Normandie. Elle est drainée par la Risle et divers autres petits cours d'eau,.
La Risle, d'une longueur de 145 km, prend sa source dans la commune de Planches et se jette  dans la Seine à Berville-sur-Mer, après avoir traversé 52 communes. Les caractéristiques hydrologiques de la Risle sont données par la station hydrologique située sur la commune de Pont-Authou. Le débit moyen mensuel est de 11,6 m3/s. Le débit moyen journalier maximum est de 88,1 m3/s, atteint lors de la crue du 26 mars 2001. Le débit instantané maximal est quant à lui de 115 m3/s, atteint le même jour.
La source de la Baronnie, qui aurait été aménagée au XIIIe siècle pour alimenter la résidence d’été des évêques d’Avranches, a été presque tarie par une source située une trentaine de mètres plus haut, juste à côté du Chemin de la Baronnie,

### Climat
Pour des articles plus généraux, voir Climat de la Normandie et Climat de l'Eure.
En 2010, le climat de la commune est de type climat océanique altéré, selon une étude du CNRS s'appuyant sur une série de données couvrant la période 1971-2000. En 2020, Météo-France publie une typologie des climats de la France métropolitaine dans laquelle la commune est exposée à un climat océanique et est dans la région climatique  Côtes de la Manche orientale, caractérisée par un faible ensoleillement (1 550 h/an) ; forte humidité de l’air (plus de 20 h/jour avec humidité relative > 80 % en hiver), vents forts fréquents. Parallèlement le GIEC normand, un groupe régional d’experts sur le climat, différencie quant à lui, dans une étude de 2020, trois grands types de climats pour la région Normandie, nuancés à une échelle plus fine par les facteurs géographiques locaux. La commune est, selon ce zonage, exposée à un « climat contrasté des collines », correspondant au Pays d’Auge, Lieuvin et Roumois, moins directement soumis aux flux océaniques et connaissant toutefois des précipitations assez marquées en raison des reliefs collinaires qui favorisent leur formation.
Pour la période 1971-2000, la température annuelle moyenne est de 10,7 °C, avec  une amplitude thermique annuelle de 13,1 °C. Le cumul annuel moyen de précipitations est de 805 mm, avec 12,5 jours de précipitations en janvier et 8,1 jours en juillet. Pour la période 1991-2020, la température moyenne annuelle observée sur la station météorologique la plus proche, située sur la commune de Brionne à 12 km à vol d'oiseau, est de 11,5 °C et le cumul annuel moyen de précipitations est de 791,7 mm,. Pour l'avenir, les paramètres climatiques de la commune estimés pour 2050 selon différents scénarios d’émission de gaz à effet de serre sont consultables sur un site dédié publié par Météo-France en novembre 2022.

### Milieux naturels et biodiversité

#### Natura 2000
- Risle, Guiel, Charentonne[15].

#### ZNIEFF de type 1
- Les prés de Morigny[16] ;
- Le bois d'Avranches[17].

#### ZNIEFF de type 2
- La vallée de la Risle de Brionne à Pont-Audemer, la forêt de Montfort[18].

#### Site classé
- Le vallée de la Risle,  Site classé (1993)[19].

## Urbanisme

### Typologie
Au 1er janvier 2024, Saint-Philbert-sur-Risle est catégorisée commune rurale à habitat dispersé, selon la nouvelle grille communale de densité à 7 niveaux définie par l'Insee en 2022.
Elle est située hors unité urbaine. Par ailleurs la commune fait partie de l'aire d'attraction de Pont-Audemer, dont elle est une commune de la couronne,. Cette aire, qui regroupe 34 communes, est catégorisée dans les aires de moins de 50 000 habitants,.

### Occupation des sols

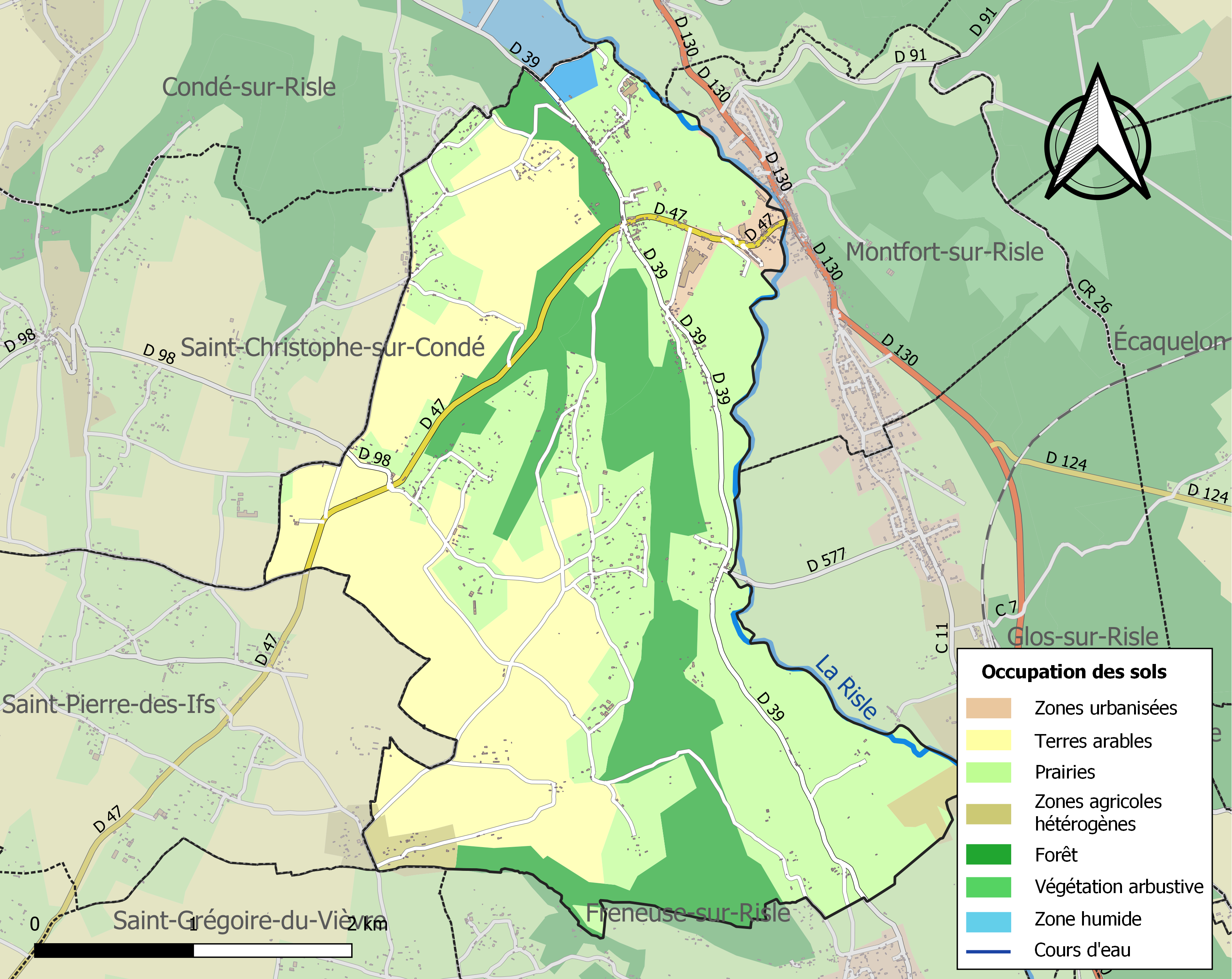
Carte des infrastructures et de l'occupation des sols de la commune en 2018 (CLC).

L'occupation des sols de la commune, telle qu'elle ressort de la base de données européenne d’occupation biophysique des sols Corine Land Cover (CLC), est marquée par l'importance des territoires agricoles (76,9 % en 2018), en diminution par rapport à 1990 (78,7 %). 
La répartition détaillée en 2018 est la suivante : 
prairies (44,6 %), terres arables (30,6 %), forêts (20,8 %), zones urbanisées (1,7 %), zones agricoles hétérogènes (1,7 %), eaux continentales (0,6 %). 
L'évolution de l’occupation des sols de la commune et de ses infrastructures peut être observée sur les différentes représentations cartographiques du territoire : la carte de Cassini (XVIIIe siècle), la carte d'état-major (1820-1866) et les cartes ou photos aériennes de l'IGN pour la période actuelle (1950 à aujourd'hui).

### Voies de communication et transports
La commune n'est desserviue que par des voies d'intérêt local mais est aisément accessible par la RD 130 qui passe sur la rive opposée de la Risle et donne un accès aisé à Pont-Audemer.
Les vestiges inutilisés de la  ligne d'Évreux-Embranchement à Quetteville traversent le nord-ouest du territoire communal.

### Énergie
La centrale hydroélectrique créée par Augustin Hébert en 1885 au moulin de Pont-Joly est toujours en fonction. Appartenant  à la Régie d’électricité d’Elbeuf, ses installations son t complétées par plusieurs unités photovoltaïques.

## Toponymie
Le nom de la localité est attesté sous les formes Sanctus Filibertus vers 1060 (charte de Guillaume, duc de Normandie), Sancti Filiberti en 1066, Sanctus Philibertus juxta Montem Fortem en 1147 (charte d’Arnoul, évêque de Lisieux), Sanctus Filibertus de Monte Forti en 1154 (cartulaire du Bec).
Saint-Philbert est un hagiotoponyme faisant référence à Philibert de Tournus, fondateur et abbé de Jumièges et de Noirmoutier. Le culte du saint doit remonter à l'origine de la paroisse, implantée par les moines de Notre-Dame du Bec, dont le prieuré était attenant à l'église.
La commune est traversée par la Risle qui est une rivière de Normandie, qui s'écoule dans les départements de l'Orne et de l'Eure.
Depuis 2019 et à liniative de l'association de la culture normande La Chouque, les panneaux à l'entrée de la commune sont également écrits en normand : Chaint-Philbé-sus-Rîle.

## Histoire

### Moyen âge
Baronnie appartenant au comte de Bayeux, père de Richard II, duc de Normandie, et dont l'un des neveux, Jean d'Ivry, évêque d'Avranches, fit construire un château.

### Époque contemporaine

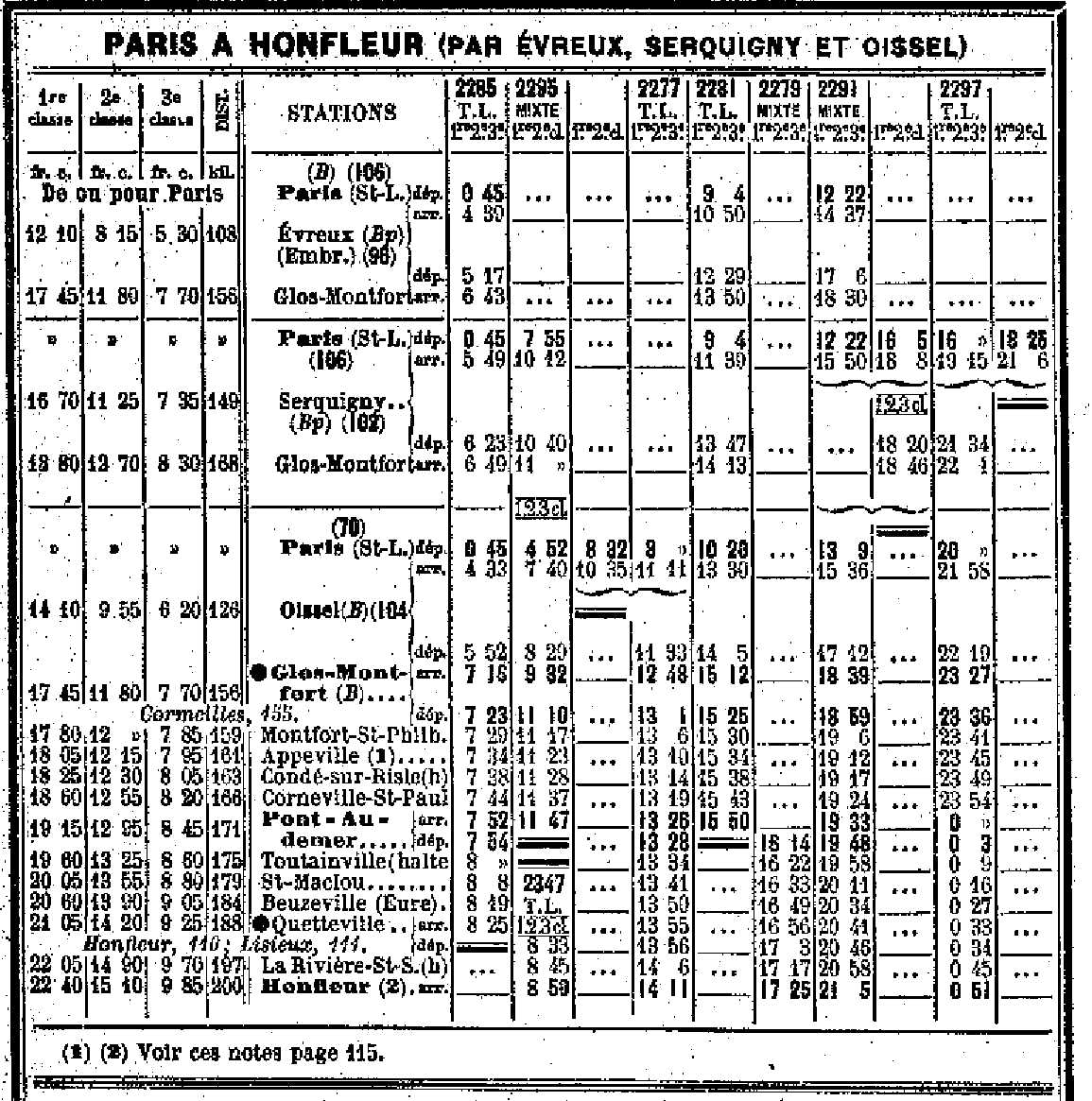
Horaires de la section Glos-Montfort à Quetteville de la ligne en mai 1914.

En 1867 est mise en service une section de la ligne d'Évreux-Embranchement à Quetteville, entre  la Gare de Glos - Montfort  et Pont-Audemer, comprenant la Gare de Montfort - Saint-Philbert, et alors qualifiée de chemin de fer secondaire, Cette infrastucture facilite les déplacements des personnes et le transport des marchandises à une époque où les déplacements se faisaient à pied ou avec des atelages de chevaux ou de bœufs. 
Dans le cadre du Plan Freycinet, la ligne est requalifiée en ligne d'intérêt général dans le cadre du projet no 42 prévoyant la réalisation d'une de chemin de fer  de « Pont-Audemer à la ligne de Pont-l'Évêque à Honfleur ». La ligne d'Évreux-Embranchement à Quetteville est ainsi concédée à la Compagnie des chemins de fer de l'Ouest qui l'ouvre par sections successives jusqu'en 1889. Elle est fermée au transport de passagers en 1969. 
Le bâtiment de l'ancienne gare a été transformée en médiathèque et la voie ferrée, inutilisée, subsiste à Montfort - Saint-Philbert, bien qu'en très mauvais état.
En 1886, l'inventeur local Augustin Hébert réalise ce qui est considéré comme la première installation mondiale d'éclairage public sur la rue de la Gare, qui porte désormais son nom, au moyen d'une dynamo installée dans son moulin du Pont-Joly et d'ampoules à incandescence, inventées quelques années auparavant  par Thomas Edison.
Durant les combats de la Libération de la France, à la fin de la Seconde Guerre mondiale, un bombardier britannique immatriculé FV 985, en mission pour détruire la gare de Glos-sur-Risle, s'est écrasé dans la commune au lieu-dit l’Orne du Buc, tuant les aviateurs, le pilote Hugh Paynter, le navigateur Jack Dodd et les mitrailleurs Thomas Francis Riley et Ronald Angus McGregor, âgés de 24 à 29 ans et qui sont enterrés au cimetière communal.

## Politique et administration

### Rattachements administratifs et électoraux

#### Rattachements administratifs
La commune se trouve depuis 1926 dans l'arrondissement de Bernay du département de l'Eure.  
Elle faisait partie depuis 1793 du canton de Montfort-sur-Risle. Dans le cadre du redécoupage cantonal de 2014 en France, cette circonscription administrative territoriale a disparu, et le canton n'est plus qu'une circonscription électorale.

#### Rattachements électoraux
Pour les élections départementales, la commune fait partie depuis 2014 du canton de Pont-Audemer.
Pour l'élection des députés, elle fait partie de la troisième circonscription de l'Eure.

### Intercommunalité
Saint-Philbert-sur-Risle était membre de la petite communauté de communes du Val de Risle, un établissement public de coopération intercommunale (EPCI) à fiscalité propre créé fin 1996  et auquel la commune avait transféré un certain nombre de ses compétences, dans les conditions déterminées par le code général des collectivités territoriales.
Dans le cadre des dispositions de la loi portant nouvelle organisation territoriale de la République du 7 août 2015, qui prévoit que les établissements publics de coopération intercommunale (EPCI) à fiscalité propre doivent avoir un minimum de 15 000 habitants, cette intercommunalité a fusionné avec la communauté de communes de Pont-Audemer pour former, le 1er janvier 2017, la communauté  de communes de Pont-Audemer / Val de Risle, dont est désormais membre la commune.

### Liste des maires
| Période    | Période                     | Identité                | Étiquette                | Qualité |
| ---------- | --------------------------- | ----------------------- | ------------------------ | --- |
|            |                             |                         |                          | |
|            |                             | Joseph Ferdinand Hébert |                          | Conseiller général de Montfort-sur-Risle (1848 → 1852) |
|            |                             |                         |                          | |
| 1906       |                             | Lucien Caillot          | Républicain progressiste | Manufacturier Conseiller d'arrondissement de Montfort-sur-Risle (1907 → 1908) Conseiller général de Montfort-sur-Risle (1908 → 1913) |
|            |                             |                         |                          | |
| avant 1978 |                             | Michel Bougon           |                          | |
|            |                             |                         |                          | |
| mars 1989  | En cours (au 18 avril 2025) | Francis Courel          | PCF puis DVG             | Enseignant de technologie retraité, syndicaliste enseignant Conseiller général de Montfort-sur-Risle (1979 → 2015) Conseiller départemental de Pont-Audemer (2015 → ) Président de la CC de Pont-Audemer / Val de Risle (2023 → ) Président du SMBVR Réélu pour le mandat 2020-2026, |

## Équipements et services publics
Saint-Philbert-sur-Risle dispose d'une salle des banquets, frendue accessible aux personnes à mobilité réduite en 2024.
Un marché de producteurs est organisé depuis 2025 par la ferme des Annélides dans ses locaux du chemin des Fontenelles les venbdredis après-midi.

### Eau et déchets
Une nouvelle station d'épuration des eaux usées à technologie par boues activées est installée par l'intercommunalité dans la commune en 2024 afin d'améliorer la qualité des eaux de la Risle dans le cadre du projet de restructuration de l’ensemble des systèmes d’assainissement du secteur de la vallée de la Risle. Ce chantier s'accompagne de la réhabilitation du réseau de collecte des communes de (Montfort-Sur-Risle, Appeville-Annebault, Pont-Authou, Glos-sur-Risle et Saint-Philbert-sur-Risle),,.

### Enseignement
La commune a repris en 2024 la compétence scolaire, assumée depuis 2019 par l'intercommunalité.
Elle gère une école primaire et maternelle, dont le bâtiment actuel a été inauguré en 1989,.

### Équipements culturels
La médiathèque Danielle-Mitterrand a été inaugurée le 8 janvier 2013, prenant place dans l'ancienne gare ferroviaire et offre 190 m2 d'espace au public. La bibliothécaire est assistée d'une douzaine de bénévoles.

### Postes et télécommunications
Afin de supprimer une zone de mauvaise réception de téléphonie mobile dans la vallée de la Risle et la commune, un pylône mutialisé entre les quatre opérateurs français y a été installé en 2023.

### Justice, sécurité, secours et défense
La commune, l'Etat et la gendarmerie ont signé en 2024 un Contrat local de sécurité.
La municipalité souhaite installer un système de vidéosurveillance de l'espace public et a demandé en 2025 une subvention en conséquence auprès des services de l’État.

## Population et société

### Démographie
L'évolution du nombre d'habitants est connue à travers les recensements de la population effectués dans la commune depuis 1793. Pour les communes de moins de 10 000 habitants, une enquête de recensement portant sur toute la population est réalisée tous les cinq ans, les populations de référence des années intermédiaires étant quant à elles estimées par interpolation ou extrapolation. Pour la commune, le premier recensement exhaustif entrant dans le cadre du nouveau dispositif a été réalisé en 2007.

En 2022, la commune comptait 824 habitants, en évolution de +5,37 % par rapport à 2016 (Eure : −0,25 %, France hors Mayotte : +2,11 %).
| 1793  | 1800  | 1806  | 1821  | 1831  | 1836  | 1841  | 1846  | 1851  |
| ----- | ----- | ----- | ----- | ----- | ----- | ----- | ----- | ----- |
| 1 121 | 1 010 | 1 009 | 1 034 | 1 021 | 1 092 | 1 169 | 1 201 | 1 137 |

| 1856  | 1861  | 1866  | 1872  | 1876  | 1881  | 1886  | 1891  | 1896  |
| ----- | ----- | ----- | ----- | ----- | ----- | ----- | ----- | ----- |
| 1 161 | 1 168 | 1 177 | 1 154 | 1 161 | 1 133 | 1 095 | 1 112 | 1 099 |

| 1901  | 1906 | 1911 | 1921 | 1926 | 1931 | 1936 | 1946 | 1954 |
| ----- | ---- | ---- | ---- | ---- | ---- | ---- | ---- | ---- |
| 1 043 | 987  | 920  | 958  | 913  | 865  | 797  | 758  | 859  |

| 1962 | 1968 | 1975 | 1982 | 1990 | 1999 | 2006 | 2007 | 2012 |
| ---- | ---- | ---- | ---- | ---- | ---- | ---- | ---- | ---- |
| 891  | 843  | 819  | 733  | 756  | 796  | 792  | 792  | 753  |

| 2017 | 2022 | - | - | - | - | - | - | - |
| ---- | ---- | - | - | - | - | - | - | - |
| 787  | 824  | - | - | - | - | - | - | - |

### Manifestations culturelles et festivités
L'association La Chouque organise chaque année pour la Saint-Michel et depuis 2013 la Fête des Normands à Saint-Philbert, destinée à promouvoir  le patrimoine et la culture normande.

### Sports et loisirs
On peut signaler : 
- le SPAC Tennis, club local de tennis qui dispose de courts extérieurs et de courts couverts ainsi que d'un club house[52],[53].

## Économie

### Entreprises et commerces
l'usine Nestlé Purina, l'une des cinq de l'entreprise en France, est implantée sur un site industriel créé en 1883 par Amédée Duquesne. Elle produit des aliments pour animaux grâce à deux lignes de production, trois lignes d’emballage, un entrepôt et emploie en 2025 163 salariés. Les installations ont bénéficié d'un investissement entre 2020 et 2025 de 25 millions d’euros, pour permettre notamment une extension de capacité d’environ 15 %.
L'entreprise Battery Concept, spécialisée dans la conception et la fabrication de batteries, est installée à Saint-Philbert-sur-Risle
Un magasin Intermarché est implanté dans la commune.

## Culture locale et patrimoine

### Lieux et monuments
La commune de Saint-Philbert-sur-Risle compte un édifice classé et inscrit au titre des monuments historiques :
- l'ancien prieuré (XIe, XIIe, XIIIe, XIVe, XVe, XVIIe et XVIIIe siècles),  Classé MH (1896),  Inscrit MH (1997)[57].

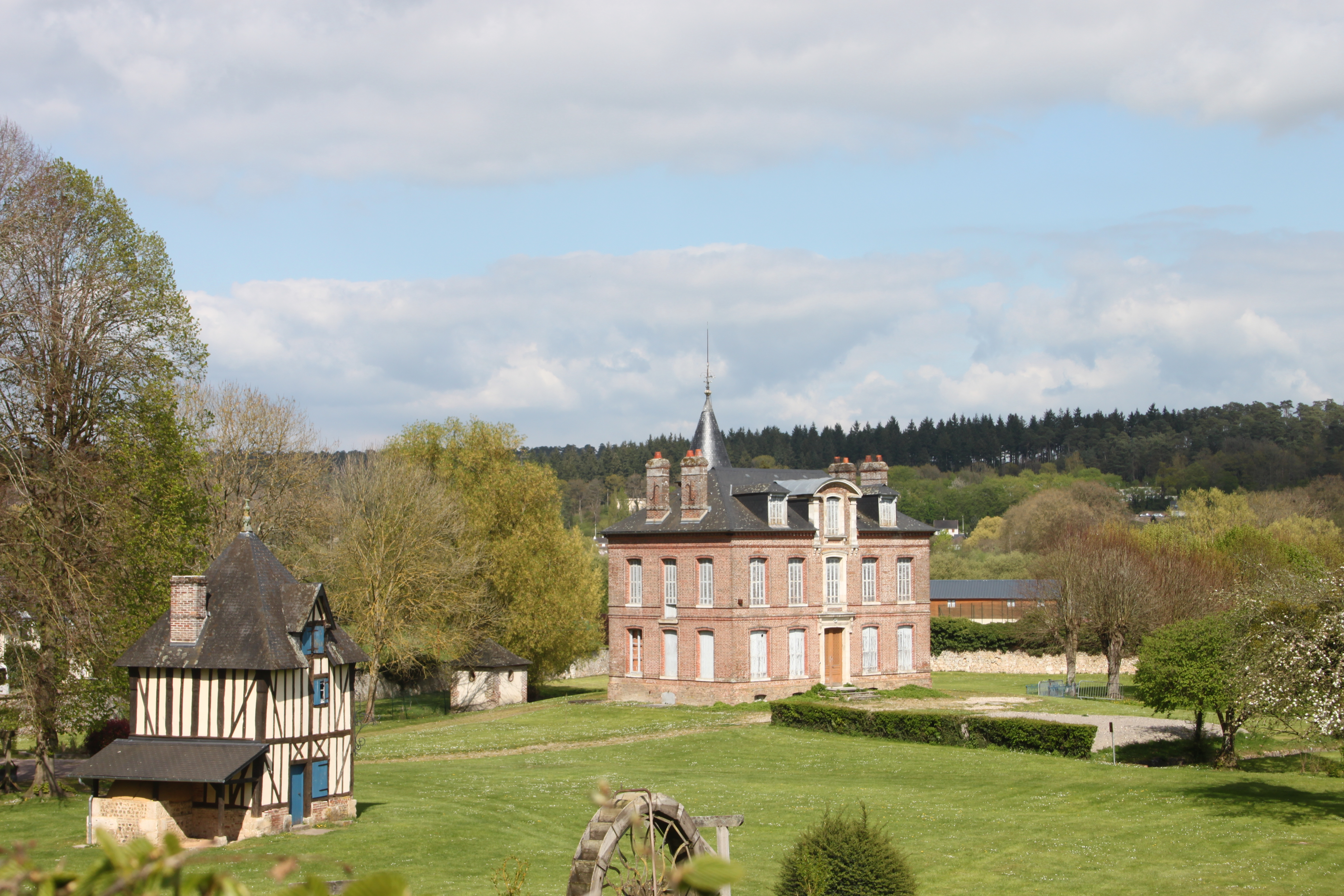
Manoir et colombier.
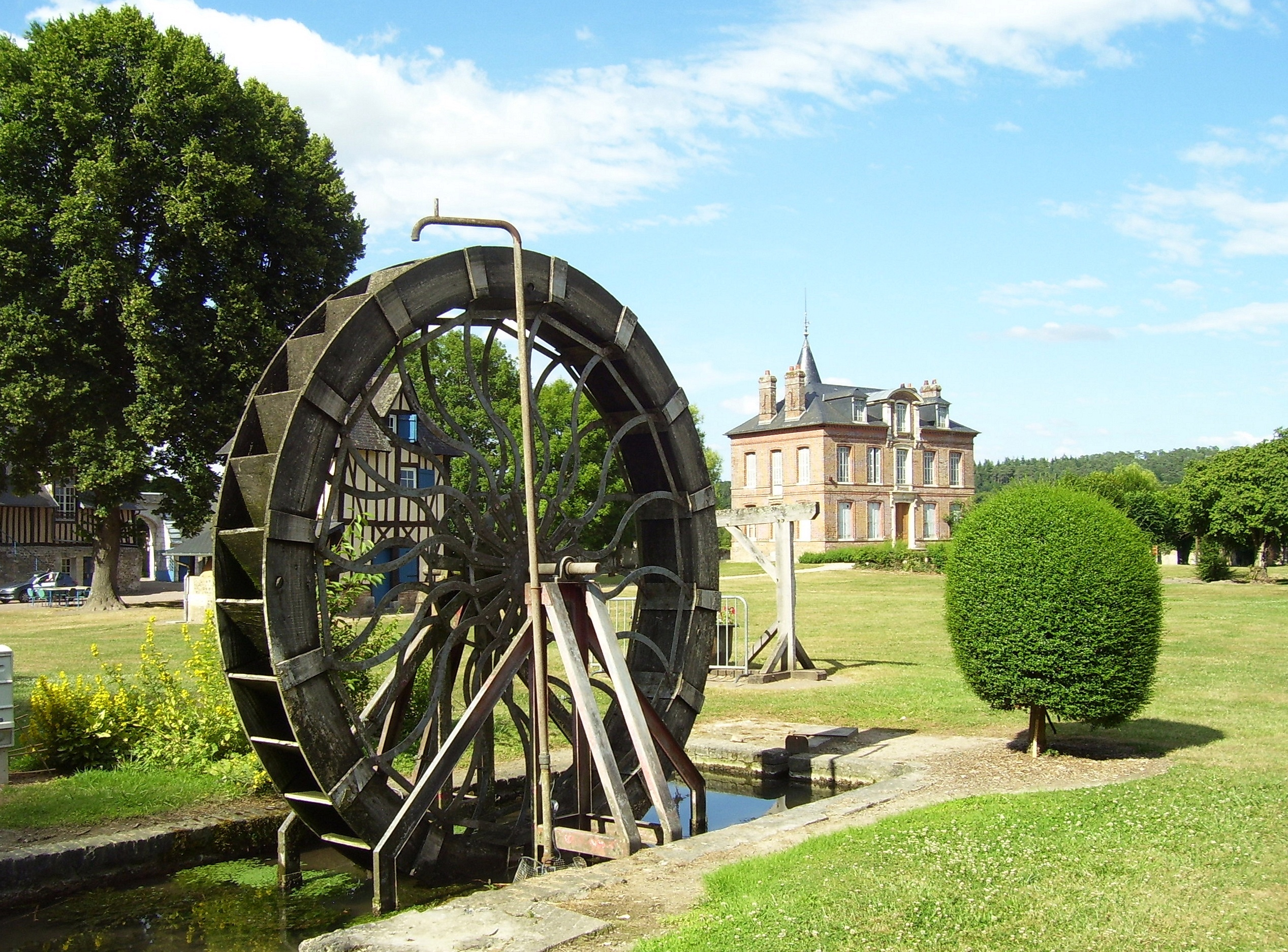
Manoir et roue.

On peut également signaler ;
- l'église Saint-Ouen (XIIIe, XVIe et XIXe)[58] ;
- une croix probablement du XVIe siècle dans le cimetière de l'église Saint-Ouen[59] ;
- le château de la Cour (XVIe), à flanc de colline[60] ;
- le château fort (XIIIe (?), XIVe (?) et XVIIIe siècle) au lieu-dit la Baronnie[61]. Ancien domaine des évêques d’Avranches ;
- la mairie, école (XIXe)[62] ;
- des usines des XIXe et XXe siècles[63] ;
- trois cités ouvrières des XIXe et XXe siècles au lieu-dit la Cahotterie[64],[65],[66] ;
- un moulin à blé du XIXe siècle au lieu-dit le Moulin-du-Vièvre[67] ;
- un moulin à blé, filature du XIXe siècle au lieu-dit le Tissage[68] ;
- quatre maisons des XVIIe et XVIIIe siècles[69],[70],[71],[72] ;
- une ferme du XVIIIe siècle au lieu-dit le Quesney[73].

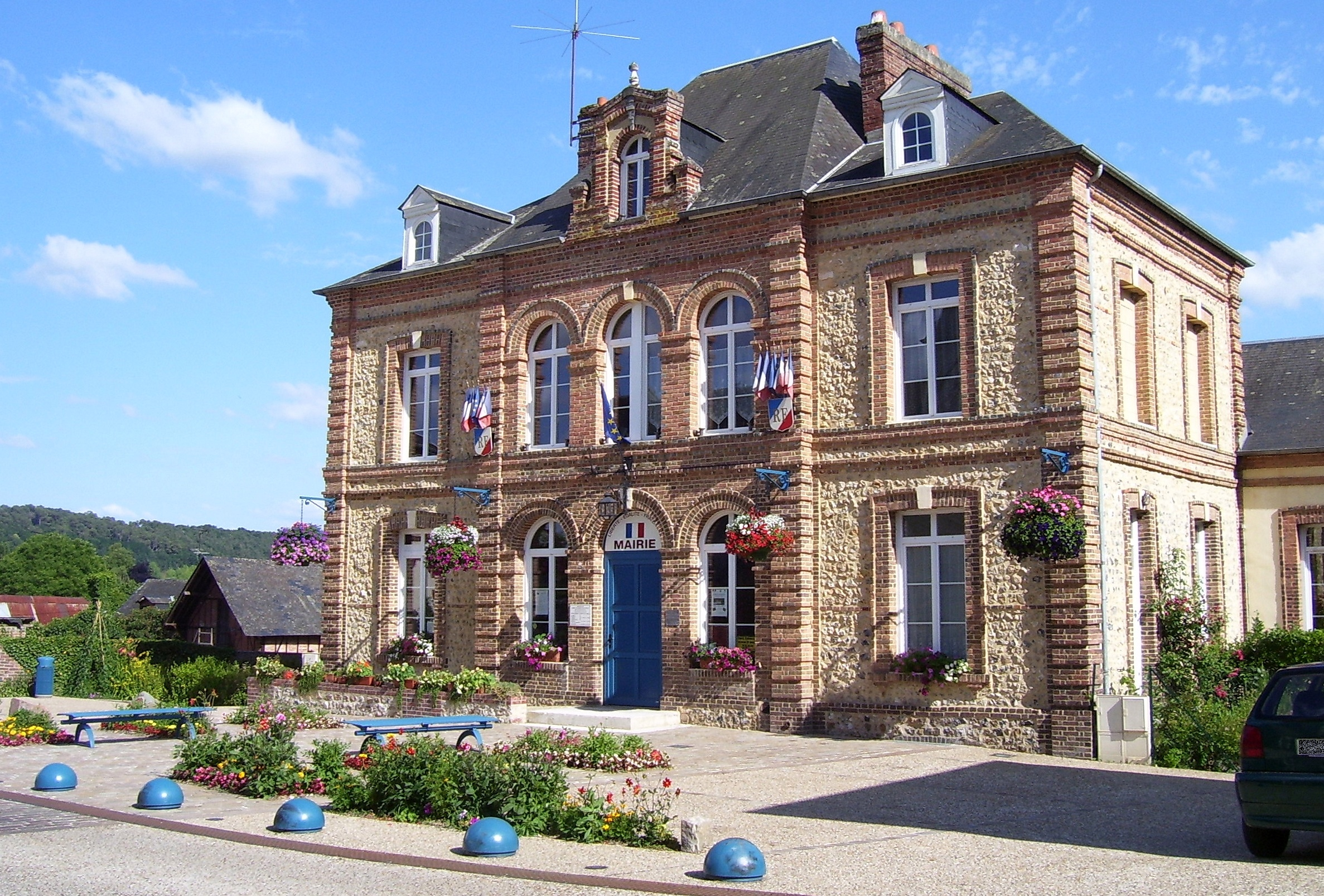
La mairie.
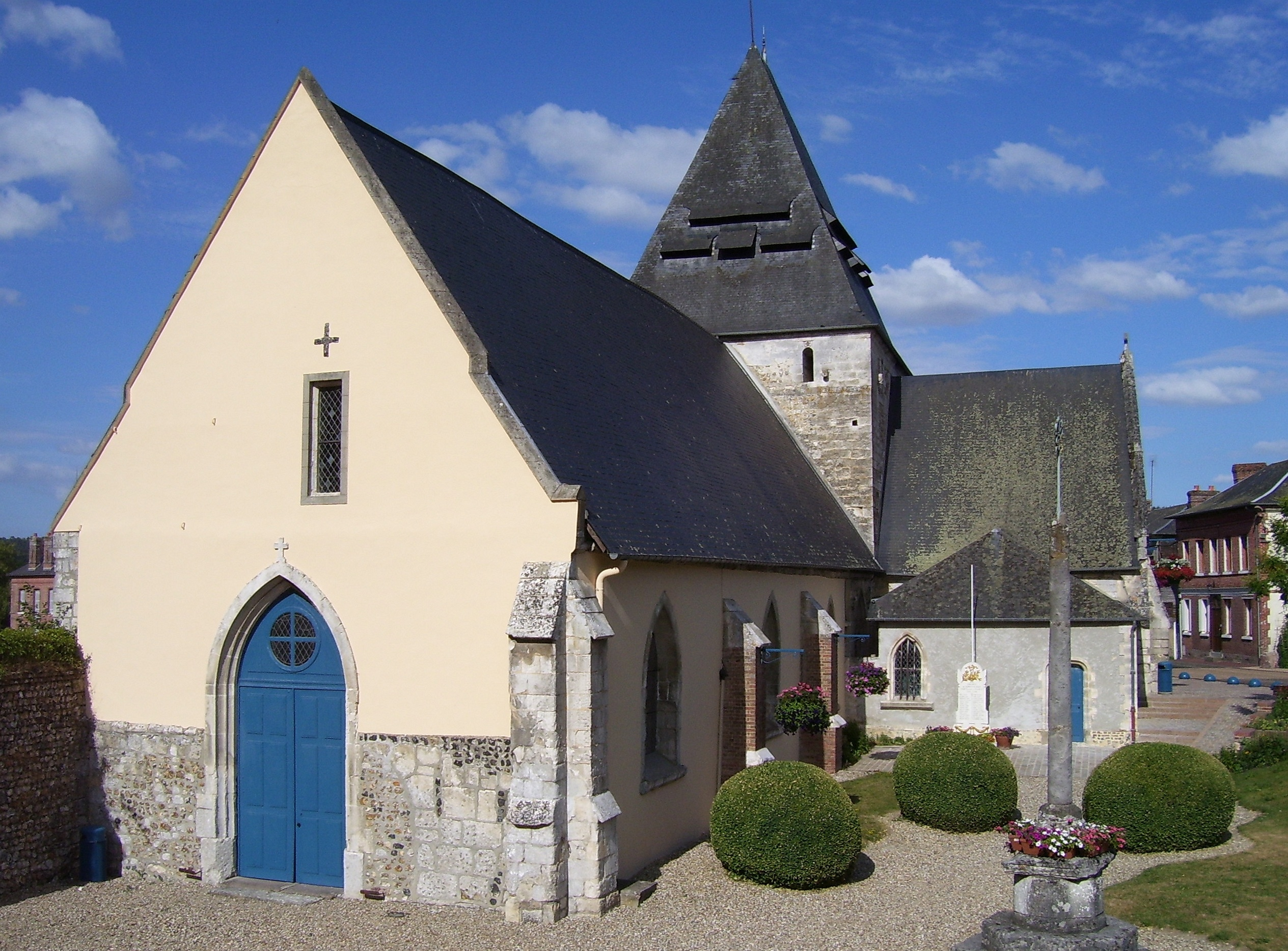
L'église Saint-Ouen.
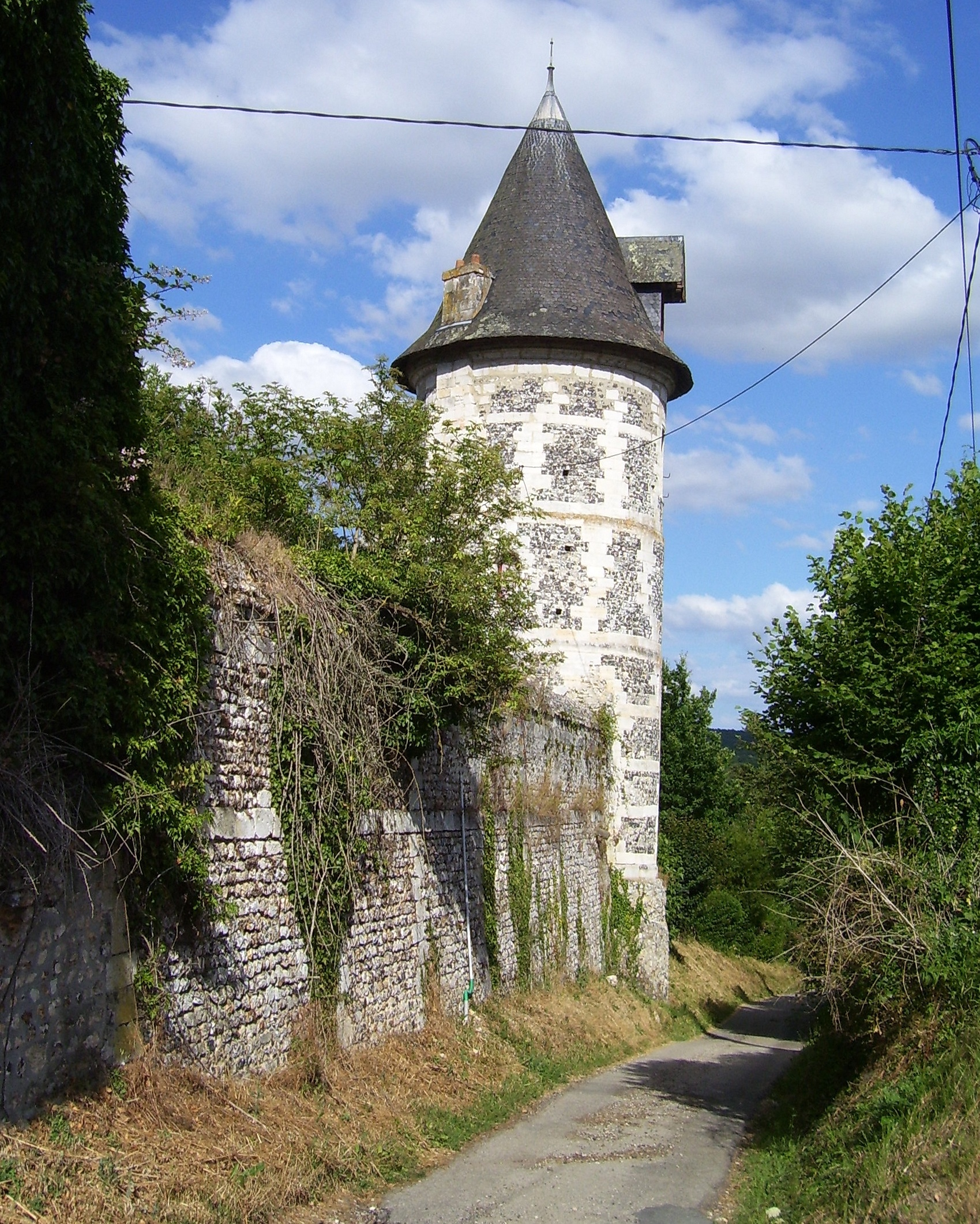
Tour du château de la baronnie.

Chaumières
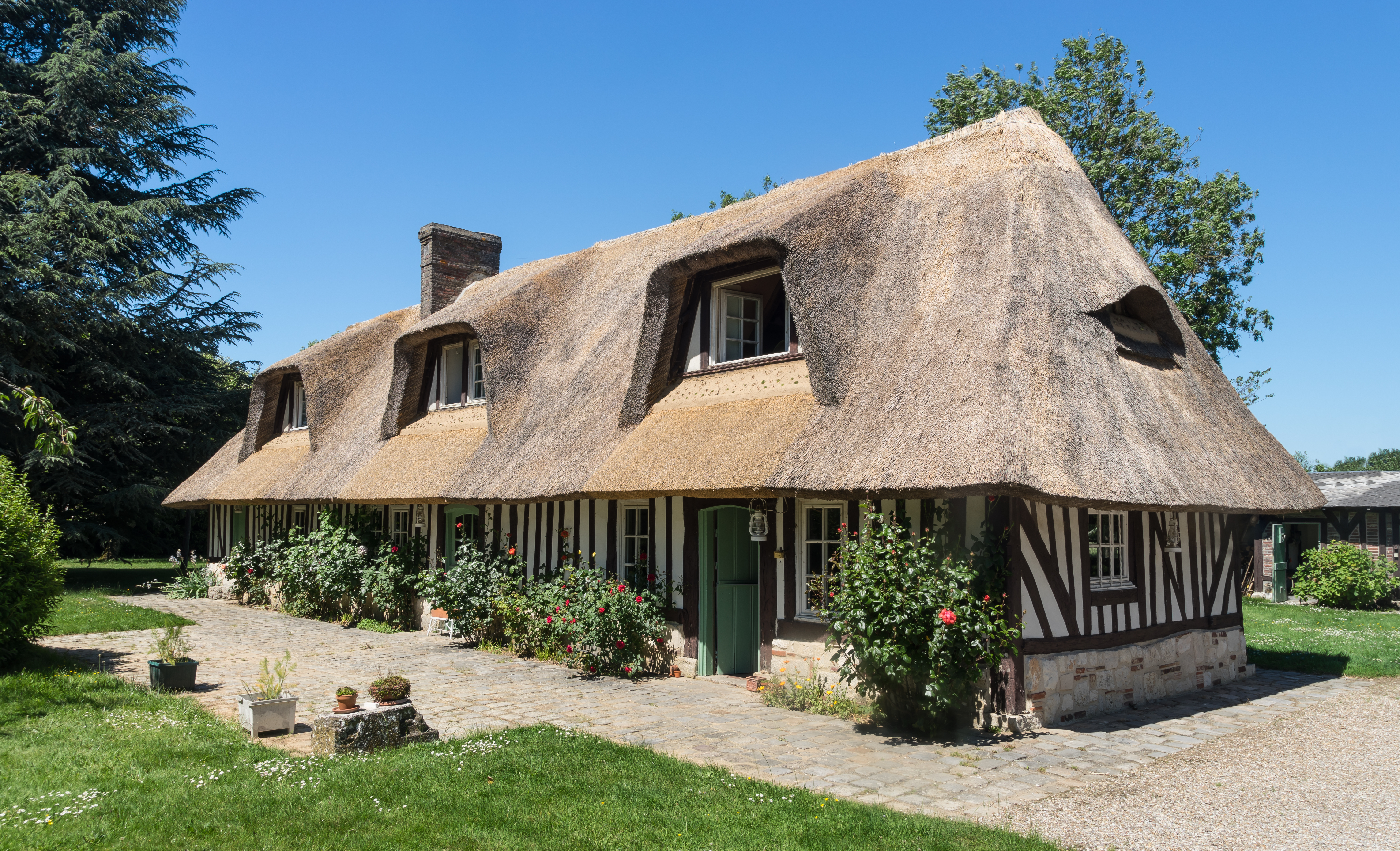
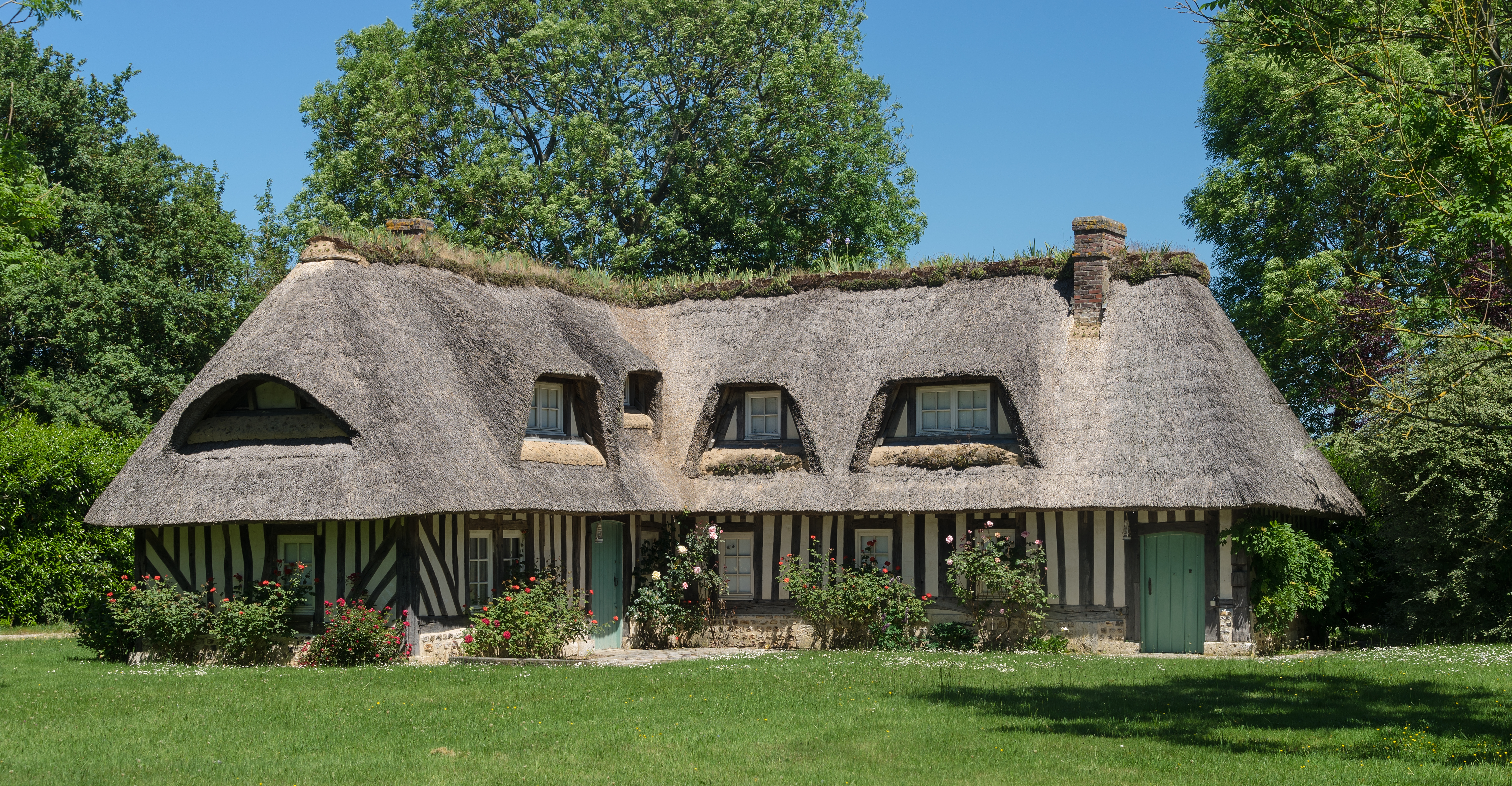

### Personnalités liées à la commune
- Jean d'Ivry (? - 1079),  prélat normand de la deuxième moitié du XIe siècle[74]. Il est évêque d'Avranches de 1060 à 1067 et archevêque de Rouen de 1067 à 1079, signait Jean de Saint-Philbert (Iohannes de sancto Philiberto), du nom de sa propriété près de la Risle.

- Charles Oursel (1876-1967), bibliothécaire, archiviste, historien, y est né.

- Augustin Hébert (1860-1944), charpentier de moulins installé au Pont-Joly, à la limite entre Saint-Philbert-sur-Risle et Montfort, inventeur, a habité la commune. Il est considéré être le premier à avoir installé l'éclairage public, en l'installant en 1886 sur la rue de la Gare reliant Saint-Philbert-sur-Risle à Montfort-sur-Risle. 
Il est vice-président de la chambre de commerce de Pont-Audemer, consieller municipal de Saint-Philbert-sur-Risle et chevalier de la Légion d’honneur.
Une fête du centenaire de l'électrification à Saint-Philbert-sur-Risle a entretenu sa mémoire et la rue de la Gare porte désormais son nom[75],[31].

- Michel Piccoli (1925-2020), acteur et comédien, possédait une propriété dans la commune où il s'est marié et où il est mort[33].

- Daniel Ducreux (1947-), natif de la commune, ancien coureur cycliste professionnel français.

## Pour approfondir